# Ivan Perestiani
Ivan Perestiani (russisk: Иван Николаевич Перестиани) (født 13. april 1870 i Taganrog i det Russiske Kejserrige, død 14. maj 1959 i Moskva i Sovjetunionen) var en sovjetisk filminstruktør, manuskriptforfatter og skuespiller.

## Filmografi
- Krasnye djavoljata (Красные дьяволята, 1923)[1][2]